# Arthur Lyska
Arthur Lyska (* 19. Mai 2000 in Wiesbaden) ist ein deutscher Fußballspieler. Der Fußballtorhüter steht beim SV Sandhausen unter Vertrag.

## Karriere
Lyska begann mit dem Fußballspielen in der Jugend des 1. FSV Mainz 05. Von dort wechselte er im Jahr 2016 in die Nachwuchsabteilung des SV Wehen Wiesbaden. In der Saison 2017/2018 kam er erstmals in der A-Junioren Bundesliga Süd/Südwest zum Einsatz. Bei der 1:4-Niederlage gegen die A-Junioren des 1. FC Heidenheim am 4. Februar 2018 gab Lyska sein Debüt. Insgesamt bestritt er drei Partien für die A-Junioren.
Im Sommer 2019 unterschrieb Lyska seinen ersten Profi-Vertrag bei Wehen Wiesbaden. Im Spiel gegen den 1. FC Magdeburg am 24. Oktober 2020 stand er erstmals im Spieltagskader. Sein Debüt für Wiesbaden in der dritten Liga gab er am 16. Mai 2021 bei der 0:4-Niederlage gegen den Halleschen FC. Im März verlängerte er seinen Vertrag bis zum Sommer 2024. Im Sommer 2023 verlängerte er den Vertrag in Wiesbaden erneut vorzeitig. Zwei Jahre später verließ er den Verein und wechselte zum Drittliga-Absteiger SV Sandhausen.